# Дергачёв, Николай Александрович
Николай Александрович Дергачёв (24 мая 1994, село Петрово, Серебряно-Прудский район, Московская область, Россия) — российский футболист, полузащитник и нападающий.

## Карьера
Воспитанник УОР «Мастер-Сатурн». Профессиональную карьеру начал в подмосковном клубе «Сатурн-2». Вскоре игрока заметили в ЦСКА, куда Дергачёв перешёл в 2012 году. За четыре года играл только за молодёжный состав. За основу ЦСКА провёл только одну игру в розыгрыше Кубка России 2014/15.
В 2015 году был отправлен в аренду в чешскую команду Синот лиги «Дукла» (Прага), где из-за травм провёл только один матч.
В 2016 году выступал за клуб ПФЛ «Долгопрудный». Затем подписал контракт с саратовским «Соколом».